# Afrodacarellus femoratus
Afrodacarellus femoratus är en spindeldjursart som beskrevs av Hurlbutt 1974. Afrodacarellus femoratus ingår i släktet Afrodacarellus och familjen Rhodacaridae. Inga underarter finns listade i Catalogue of Life.